# Cataglyphis gadeai
Cataglyphis gadeai es una especie de hormigas endémicas del sudeste-este de la España peninsular.